# Paul Cooper (cầu thủ bóng đá, sinh năm 1957)
Paul Terence Cooper (sinh ngày 12 tháng 7 năm 1957 ở Birmingham) là một cựu cầu thủ bóng đá người Anh thi đấu ở vị trí hậu vệ ở Football League cho Huddersfield Town và Grimsby Town.